# Ripples
Ripples (englisch Wellen) ist eine Ballade von Genesis, die 1976 auf ihrem Album A Trick of the Tail veröffentlicht und von Tony Banks und Mike Rutherford geschrieben wurde. 
Sie ist der längste Titel auf dem Album und war regelmäßiger Teil der Konzerte.

## Liedtext

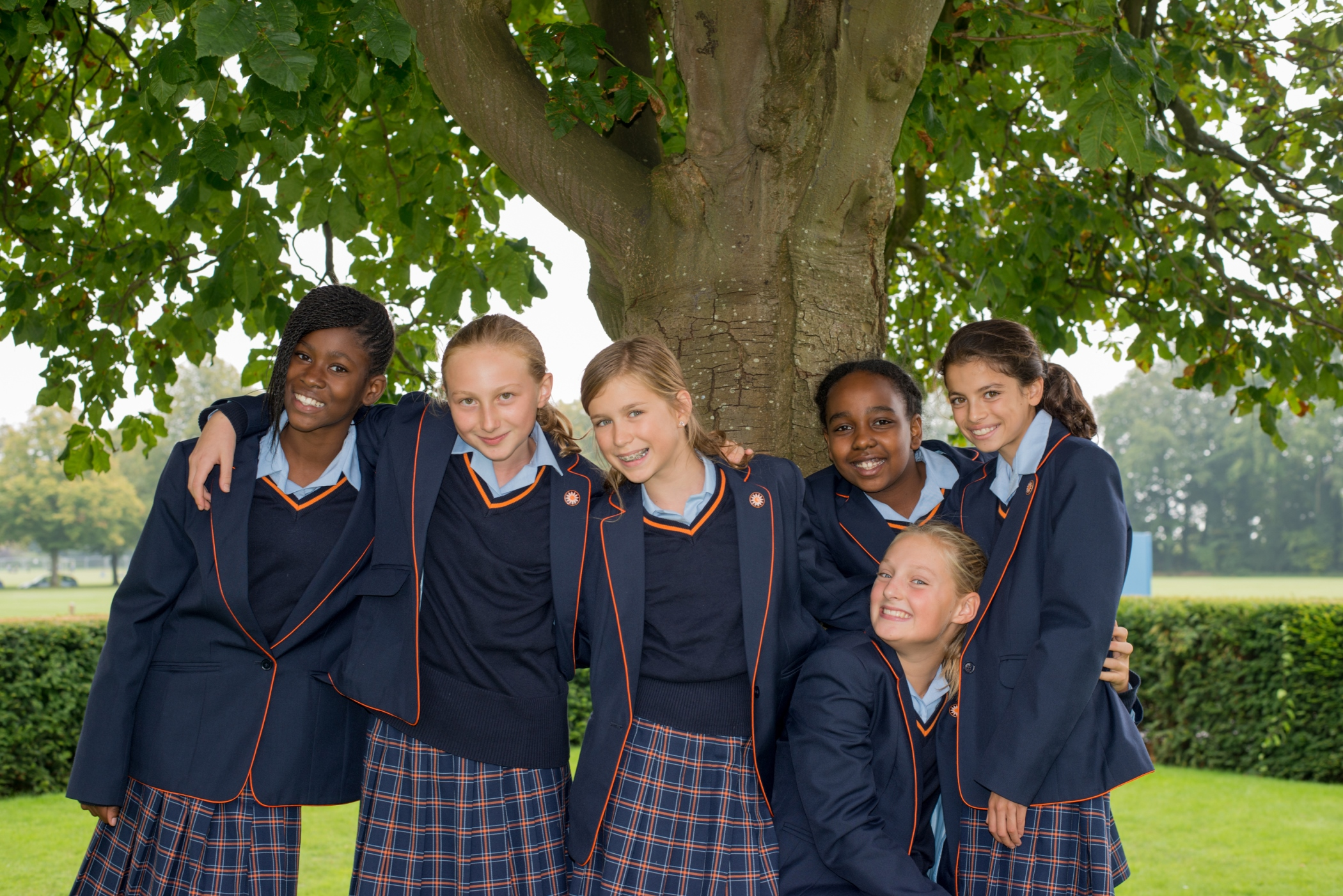
Blue Girls: Schülerinnen in blauen Uniformen

Der melancholische Text handelt vom Vergehen der Schönheit, die mit dem Älterwerden einhergeht; die  Wellen im Refrain sind ein Symbol für dieses Entschwinden. In der Grafik des Albums wurde jedem Lied eine Zeichnung zugeordnet, die auf dem Album-Cover versammelt sind, für dieses Lied die Zeichnung ganz links: Eine alte Frau betrachtet im Spiegel ihr jugendliches Spiegelbild.
Die Ballade beginnt mit der Zeile „Blue girls come in every size“. Mike Rutherford sagte, dies sei „ein anderer Begriff für Schulmädchen in blauen Uniformen“. Zur Entstehung des Textes sagte er: „Am Ende schrieb ich diese wirklich obszönen Texte für ‚Ripples‘ und sang sie, bis ich die endgültige Version schrieb. Ich würde sie nie jemandem zeigen; sie waren zu abartig.“
Die Zeile wurde auch durch das Gedicht Blue Girls von John Crowe Ransom inspiriert. Die Zeile über ein „Gesicht, das tausend Schiffe zu Wasser“ lässt, ist ein Zitat aus Die tragische Historie vom Doktor Faustus von Christopher Marlowe.

## Rezeption

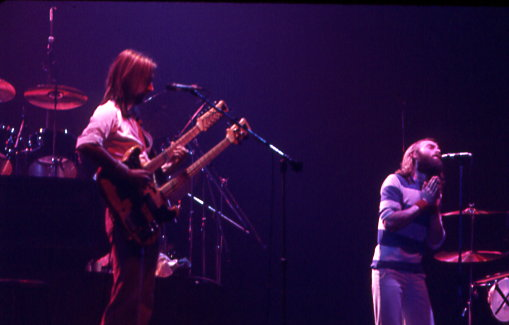
Mike Rutherford und Phil Collins (1977)

Donald A. Guarisco von AllMusic lobte die Ballade: 

„Obwohl ein Großteil von A Trick Of The Tail den mystischen Prog-Rock-Stil beibehält, den Peter Gabriel mit Genesis begründet hat, drängt die Gruppe bei anderen Stücken ihren Sound in eine direktere, weniger fantastische Richtung. Das beste Beispiel für diese Tendenz ist ‚Ripples‘, eine epische Ballade über die Unbilden des Älterwerdens. Der Text wechselt zwischen Strophen, die das Vergehen der Schönheit beklagen, die mit dem Älterwerden einhergeht (The face that launched a thousand ships/Is sinking fast, that happens, you know), und einem Refrain, der die Metapher der Wellen, die über einen Teich verschwinden, für den Alterungsprozess verwendet: Sail away, away/Ripples never come back. … ‚Ripples‘ ist bei Prog-Fans bis heute ein Kultstück, weil es eine Mischung aus zu sentimentaler Stimmung und kunstvoller Musikalität ist. Der zu Herzen gehende Text ebnete den Weg für spätere Genesis-Hits wie ‚Your Own Special Way‘ und ‚Follow You Follow Me‘.“

## Coverversionen
Von der Ballade gibt es mehrere Coverversionen:
- 1995: Annie Haslam[10]
- 2003: Ray Wilson[11]
- 2012: Steve Hackett[12]

## Besetzung
- Phil Collins – Gesang, Schlagzeug
- Tony Banks – Keyboards
- Mike Rutherford – Bassgitarre
- Steve Hackett – E-Gitarre